# Regionalwahl in Apulien 1990
Die Regionalwahl in Apulien 1990 fand am 6. und 7. Mai statt.

## Wahlergebnis
| Listen            | Listen                                        | Stimmen   | %    | Mandate |
| ----------------- | --------------------------------------------- | --------- | ---- | ------- |
|                   | Democrazia Cristiana                          | 978.734   | 40,7 | 22      |
|                   | Partito Socialista Italiano                   | 474.404   | 19,7 | 10      |
|                   | Partito Comunista Italiano                    | 449.969   | 18,7 | 10      |
|                   | Movimento Sociale Italiano – Destra Nazionale | 149.707   | 6,2  | 3       |
|                   | Partito Socialista Democratico Italiano       | 104.055   | 4,3  | 2       |
|                   | Partito Repubblicano Italiano                 | 71.554    | 3,0  | 1       |
|                   | Lista Verde                                   | 53.232    | 2,2  | 1       |
|                   | Partito Liberale Italiano                     | 52.871    | 2,2  | 1       |
|                   | Verdi Arcobaleno                              | 27.253    | 1,1  | –       |
|                   | Democrazia Proletaria                         | 19.032    | 0,8  | –       |
|                   | Antiproibizionisti sulla Droga                | 17.989    | 0,7  | –       |
|                   | Lega Lombarda – Lega Sud                      | 6.072     | 0,3  | –       |
| Gesamt            | Gesamt                                        | 2.404.872 | 100  | 50      |
|                   |                                               |           |      |         |
| Ungültige Stimmen | Ungültige Stimmen                             | 233.046   | 8,8  |         |
| Wähler            | Wähler                                        | 2.637.918 | 84,3 |         |
| Wahlberechtigte   | Wahlberechtigte                               | 3.130.529 |      |         |